# Stamstjärnkaktus
Stamstjärnkaktus (Harrisia × jusbertii eller × Harrisinopsis jusbertii) är en hybrid inom familjen kaktusar. Dess exakta ursprung är okänt och omtvistat. Det kan röra sig om en kultivar inom släktet Harrisia eller en korsning mellan Harrisia och Echinopsis. Beroende på uppfattning kan man använda något av de två vetenskapliga namnen. Stamstjärnkaktus har inte påträffats vildväxande, men odlas som prydnadsväxt och ibland som ympunderlag för andra kaktusar. 

### Webbkällor
- Franck, A.R. "Systematics of Harrisia (Cactaceae)." Graduate School Theses and Dissertations. University of South Florida .